# Frangelico

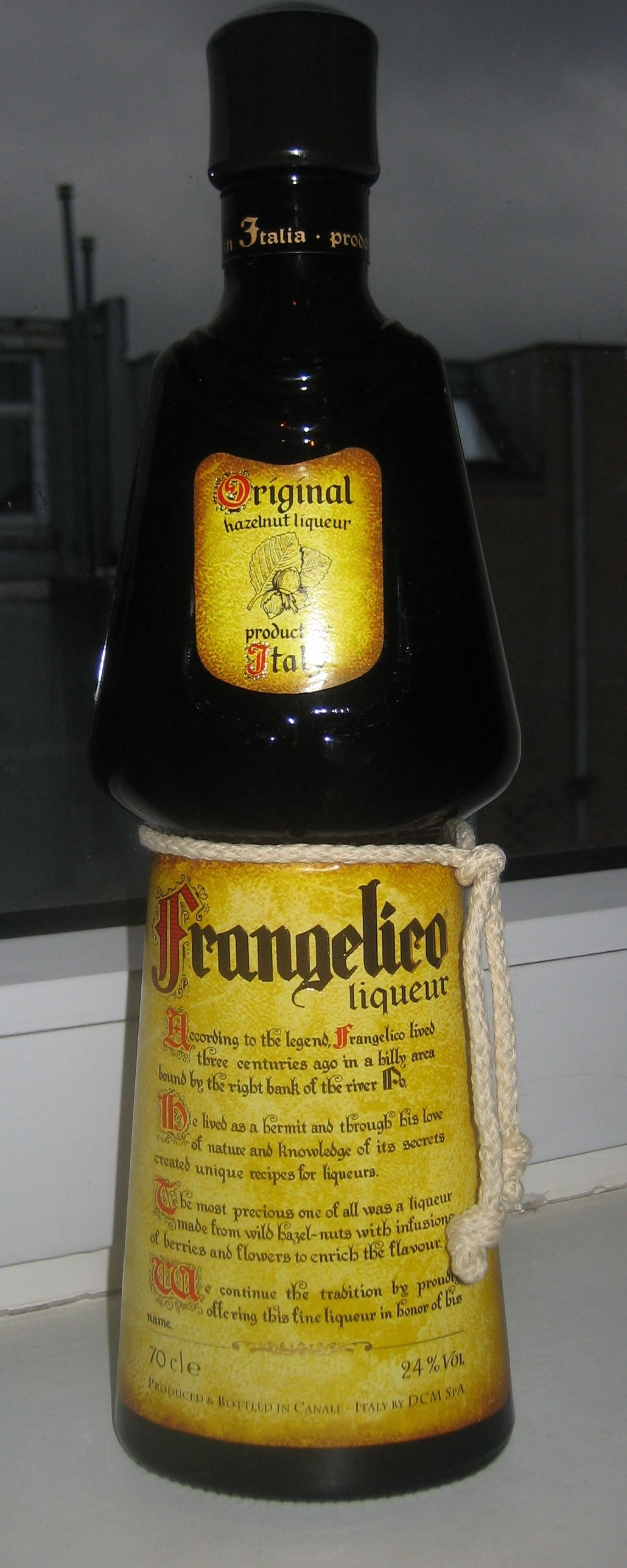
Een fles Frangelico

Frangelico is de merknaam van een alcoholische drank. Ze wordt gemaakt in de Noord-Italiaanse provincie Piëmont op basis van hazelnoten, cacao en vanillebessen. Ze kan puur of met ijs worden gedronken, en wordt ook vaak gebruikt als ingrediënt voor cocktails, met koffie, of in nagerechten.

## Geschiedenis
De geschiedenis van Frangelico gaat meer dan 300 jaar terug tot de aanwezigheid van eerste christelijke monniken in de heuvels van Piëmont{feit}.
Hun kennis van voedsel en drank zou ook de kunst van het distilleren omvatten; speciaal het gebruik van wilde hazelnoten en andere plaatselijke kruiden en specerijen zou geleid hebben tot een likeur waarop de huidige Frangelico gebaseerd is.{feit}
De naam is gebaseerd op dezelfde plaatselijke legende{feit} en komt van Fra Angelico, een in de 17e eeuw als kluizenaar levende monnik in de groene heuvels van Piëmont.
De Frangelico-fles is een directe verwijzing naar deze historie en heeft de contour van een franciscaans habijt met traditioneel gordelkoord, waarbij de knopen daarin een verwijzing zijn naar de geloften van gehoorzaamheid, armoede en kuisheid.